# Calle de San Bartolomé (San Sebastián)
La calle de San Bartolomé es una vía pública de la ciudad española de San Sebastián.

## Descripción
La vía, que ostenta el título actual desde 1866, discurre desde la plaza del Buen Pastor hasta la de Clara Campoamor, donde confluye con las calles de Zubieta y de San Martín y el paseo de Miraconcha. Tiene cruces con las calles de Urbieta, de Easo, de Manterola, del Triunfo, de la Marina y del General Lersundi. El título se lo debe al ya desaparecido monasterio de San Bartolomé, a cuyos pies se extendía. La calle aparece descrita en Las calles de San Sebastián (1916) de Serapio Múgica Zufiria con las siguientes palabras:

Calle de San Bartolomé.—Por acuerdo de 12 de Septiembre de 1866, se le denominó así a la calle que se extiende al pie del Monasterio de este nombre, en honor, sin duda, de aquel edificio religioso, cuya existencia va casi aparejada a los orígenes de San Sebastián. Por una bula de Inocencio IV de 28 de Octubre de 1250, existente en su archivo, se sabe que ya en tan remota fecha existía este Monasterio con la regla de San Agustín, y Bonifacio VIII en otra bula de 1298, confirmó a las canónigas de San Bartolomé todas las gracias concedidas por el Pontífice citado.
(Múgica Zufiria, 1916, p. 112)